# Lou Yun
Lou Yun (Chinois :  楼云; né le 23 juin 1964 à Hangzhou) est un gymnaste chinois qui a participé aux Jeux olympiques de 1984 et de 1988 où il a remporté la médaille d'or au saut de cheval.

## Palmarès

### Jeux olympiques
- Los Angeles 1984
  -  médaille d'or au saut de cheval
  -  médaille d'argent au concours par équipes
  -  médaille d'argent au sol

- Séoul 1988
  -  médaille d'or au saut de cheval
  -  médaille de bronze au sol

### Championnats du monde
- Budapest 1983
  -  médaille d'or au concours par équipes
  -  médaille d'or aux barres parallèles
  -  médaille de bronze au concours général individuel

- Montréal 1985
  -  médaille d'argent au concours par équipes
  -  médaille d'argent au saut de cheval

- Rotterdam 1987
  -  médaille d'or au sol
  -  médaille d'or au saut de cheval
  -  médaille d'argent au concours par équipes